# Gueto
Un gueto és una zona d'una ciutat separada per a un determinat grup ètnic, cultural o religiós, voluntàriament o involuntària, en un grau major o menor de reclusió. Inicialment, indicava els barris on s'obligava a viure els jueus i se'ls confinava de nit.
Avui dia, però, l'ús del terme es fa extensiu a qualsevol àrea on la població que hi viu pateix alguna mena d'exclusió o marginació, especialment aquelles àrees urbanes econòmica i socialment degradades.
Un gueto també és un espai on hi poden anar certes persones que poden resultar molestes a les altres per alguna qüestió.
Així, hi va haver el gueto de Varsòvia on foren concentrats els jueus, per tenir posteriorment més fàcil la tasca d'eliminar-los físicament; també hi va haver el gueto o guetos de Sud-àfrica, on es concentrava la gent negra. Habitualment els guetos disposen de pocs serveis o aquests són nuls o deficients. Solen estar en llocs apartats o de difícil accés. Segurament això està en consonància amb la percepció negativa o amb una mena de càstig de la resta de la societat.

## Origen del mot
El terme prové del mot italià ghetto i aquest, al seu torn, de la paraula veneciana Gheto, que és el nom d'una foneria de Venècia on l'any 1516 foren reclosos, per ordre del govern local, els jueus de la ciutat. La població jueva tenia l'obligació de fixar la seva residència dins aquest perímetre tancat i vigilat per guardes. Les lleis prohibien que els jueus abandonessin el gueto durant la nit (pràctica que també era habitual als calls o barris jueus de casa nostra durant l'edat mitjana i moderna). L'existència del gueto de Venècia es perllongà fins a l'any 1797, moment en què Napoleó conquerí la ciutat i ordenà d'aterrar les portes que separaven el gueto de la resta de la ciutat.

## Història

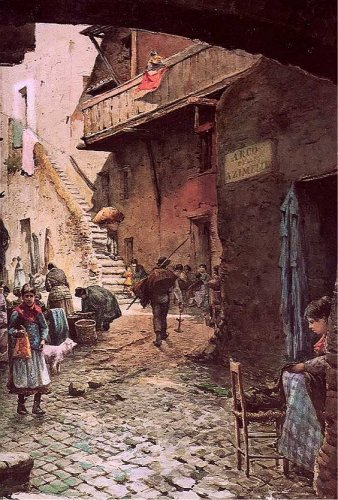
Detall del Gueto de Roma, cap a finals del.

Si bé la presència jueva datava almenys del segle V, el primer gueto va ser instituït a Venècia en 1516, després de l'arribada massiva de refugiats jueus que havien estat deportats de la península Ibèrica. Van ser creats per confinar a les poblacions hebrees d'Itàlia que començaven a incrementar-se amb l'arribada de refugiats jueus procedents d'Espanya. Durant tot el segle XVI els guetos es trobaven només en ciutats del centre nord d'Itàlia, atès que arran de l'Edicte de Granada promulgat pels Reis Catòlics i que mitjançant dos decrets expulsava als jueus de la Corona de Castella i de la Corona d'Aragó, també van ser deportades totes les comunitats jueves del sud d'Itàlia dependents de la Corona d'Aragó.
Les característiques dels guetos eren ben diverses entre si, i van sofrir grans modificacions amb el passar del temps. En alguns casos el gueto va arribar a ser un barri jueu amb població acomodada (com el cas de Venècia), en d'altres va significar un empobriment gradual de la comunitat jueva que albergava (com en el cas de Roma). La principal característica dels guetos era que estaven envoltats per murs o portes, les quals eren tancades quan fosquejava i s'obria en les primeres hores de l'alba. Els jueus no podien adquirir terrenys fora dels límits del gueto, i estaven obligats a viure-hi. Això va significar que en els casos de creixement demogràfic, es construïa damunt del teixit urbà ja existent, incrementant l'altura i densitat del barri. En conseqüència, els guetos solien tenir carrers estrets, edificacions elevades i una alta densitat demogràfica.

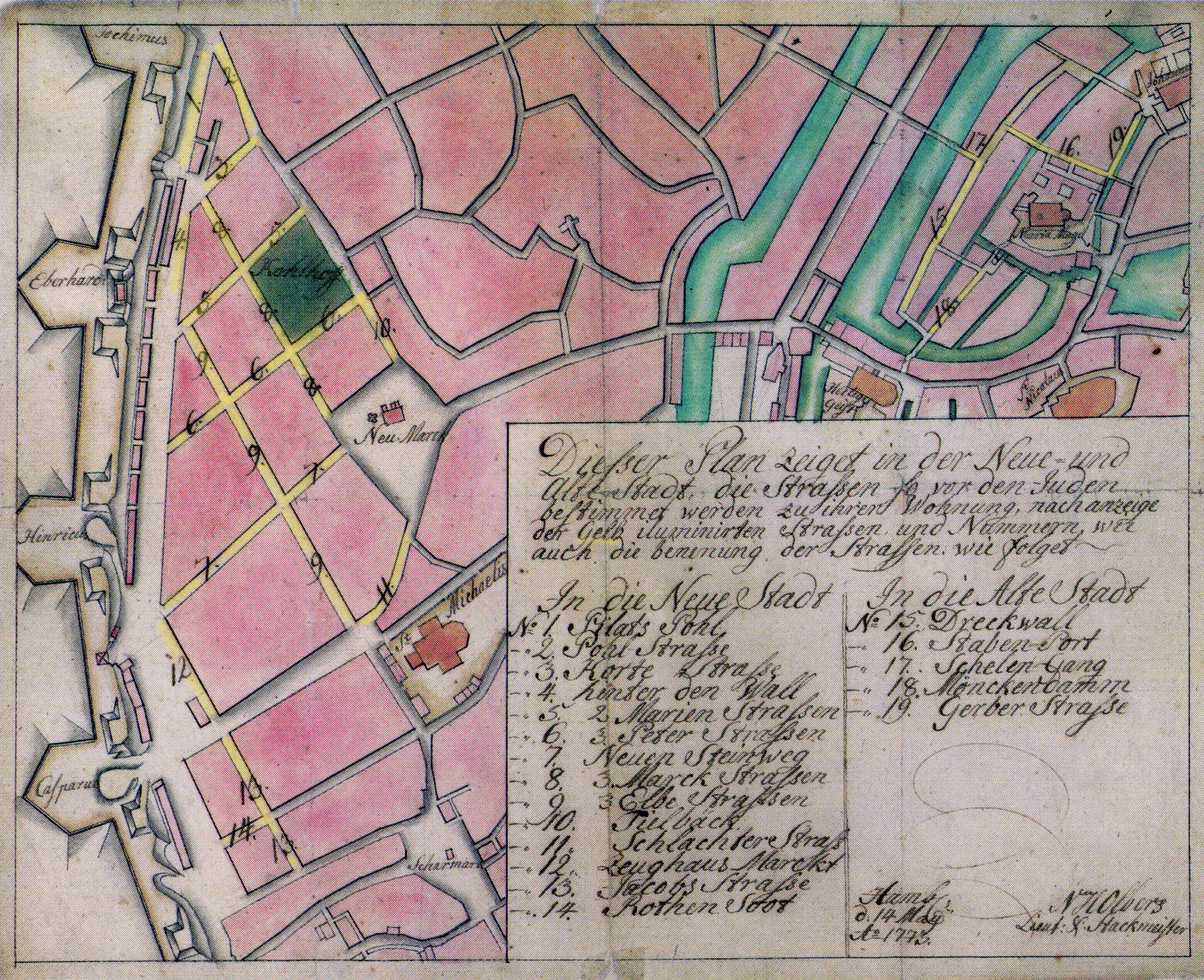
Pla del gueto d'Hamburg.

Els guetos es van estendre durant el segle XVI al centre i nord d'Itàlia, com a conseqüència de la Cum nimis absurdum del papa Pau IV en 1555, que va crear el gueto de Roma, segregant a la comunitat jueva que havia viscut lliurement a la ciutat des de temps de l'Imperi romà. Durant el seu pontificat, entre 1566 i 1572, Pius V va recomanar a tots els estats de la península itàlica crear guetos per segregar als jueus, sent les ciutats de Pisa i Liorna (al Gran Ducat de Toscana), unes de les poques que es van negar a fer-ho.
A Europa central, van existir guetos en diverses ciutats com Praga, Frankfurt, Hamburg o Magúncia; mentre que en llocs d'alta concentració de població hebrea, com Lituània o Polònia, no existien guetos com a tals, sinó barris jueus més o menys integrats a les ciutats, per exemple, a Cracòvia.
Els guetos van ser progressivament abolits i els seus murs demolits al segle xix, seguint els ideals llibertaris de la Revolució Francesa, especialment després de les invasions napoleòniques, les quals a més van servir d'impuls per abolir la Inquisició. L'últim gueto a ser abolit a l'Europa Occidental, va ser el de Roma en 1870, quan el Regne d'Itàlia va conquerir la ciutat donant fi als Estats Pontificis, transformant-la en la seva capital.

### Guetos al nazisme
Durant el règim nazi, Alemanya reintroduí el sistema de guetos a l'Europa Oriental ("Jüdischer Wohnbezirk" o "Wohngebiet der Juden", en alemany, "barri jueu") amb l'objectiu de confinar la població jueva, i de vegades també a la població gitana, la qual cosa va facilitar el seu control per part dels nazis. En una primera escala del procés d'extermini, els nazis van concentrar els jueus de diferents parts de la zona ocupada a guetos a Europa de l'Est. Hi vivien privats de qualsevol dret, en pèssimes condicions, amb un greu dèficit alimentari i obligats a treballar per a la indústria bèl·lica alemanya. D'aquí eren gradualment deportats a camps d'extermini durant l'Holocaust.

## Estats Units

### Història
El desenvolupament de guetos en els Estats Units està estretament associat amb ones d'immigració i a la migració urbana interna. Els immigrants irlandesos i alemanys del segle xix van ser els primers grups ètnics a formar enclavaments ètnics a ciutats dels Estats Units. Això va ser seguit per un gran nombre d'immigrants del sud i de l'est d'Europa, incloent molts italians i polonesos entre 1880 i 1920. Aquests immigrants europeus després estarien més segregats que els negres al segle xx. La majoria van romandre en les seves comunitats d'immigrants establertes, però ja en la segona o tercera generació, moltes famílies van poder traslladar-se a un millor habitatge en els suburbis després de la Segona Guerra Mundial, ja que es van adaptar i van prosperar.
Aquestes àrees inclouen el gueto ètnic Lower East Side a Manhattan, Nova York, que més tard es va fer famós pel predomini de jueus, i el Harlem de l'Est, que es va convertir en seu d'una gran comunitat porto-riquenya en la dècada de 1950. Les Petites Itàlies van arribar a tot el país amb el predomini de guetos italians. Molts immigrants polonesos es van traslladar a barris com Pilsen de Chicago i Polish Hill de Pittsburgh, i Brighton Beach és la llar de la majoria dels immigrants russos i ucraïnesos.
En els Estats Units, entre l'abolició de l'esclavitud i la promulgació de les lleis de drets civils de la dècada de 1960, els costums discriminatoris (de vegades codificades a la llei, o a través de les línies vermelles) va obligar sovint al fet que els afroamericans de les ciutats visquessin en barris específics, que van arribar a ser coneguts com a "guetos".
Segons els treballs del sociòleg Loïc Wacquant, el gueto s'estructura segons un règim de marginalitat urbana, recent, fundat en quatre lògiques:
1. Tendència macrosocial cap a la desigualtat;
2. Fragmentació de la mà d'obra desocupada, amb la subseqüent desproletarització i informalització de la base ocupacional;
3. Alletament de l'Estat del benestar;
4. Concentració i estigmatització espacial de la pobresa.[11]

### Guetos afroamericans

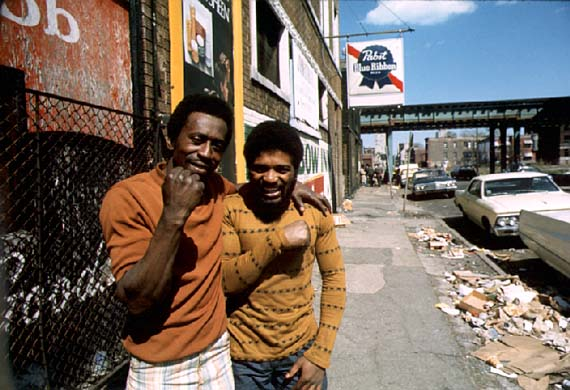
Gueto a South Side, Chicago, maig de 1974.

Les zones urbanes als Estats Units sovint poden classificar-se com a "negres" o "blanques", amb habitants pertanyents principalment a un grup racial homogeni. Quaranta anys després de l'era dels drets civils nord-americà (1955–1968), la major part dels Estats Units segueix sent una societat segregada en la qual blancs i negres habiten diferents barris. Molts d'aquests barris es troben en ciutats del Nord on els afroamericans es van traslladar durant la Gran Migració (1914–1950) un període en què més d'un milió d'afroamericans es van traslladar de la zona rural del sud nord-americà per escapar del racisme, buscar oportunitats d'ocupació en entorns urbans i procurar el que es considerava una vida millor al nord. En el mig oest, els barris van ser construïts sobre els alts salaris de manufactura de treballs sindicalitzats, els quals es van assecar per la demanda durant el declivi de la indústria i la consegüent reducció de les fàbriques d'acer, plantes d'automòbils i altres fàbriques a partir de la dècada de 1970. La segregació va augmentar en la major part de les ciutats que tenien una gran immigració negra i, per tant, atabalant la decadència econòmica, personificada en ciutats com Gary (Indiana).
En els anys posteriors a la Segona Guerra Mundial, molts blancs nord-americans van començar a mudar-se de les ciutats a les comunitats suburbanes més recents, un procés conegut com la fugida blanca. Aquest procés es va produir, en part, com una resposta als negres que es mudaven als veïnats urbans blancs. Les pràctiques discriminatòries, especialment les destinades a "preservar" els emergents suburbis blancs, va limitar la capacitat dels negres per passar de les ciutats als suburbis, fins i tot quan econòmicament s'ho podien permetre. En contrast amb això, el mateix període en la història va marcar una massiva expansió suburbana disponible principalment per als blancs tant per als rics com els de classe treballadora, facilitats a través de la construcció de carreteres i la disponibilitat d'hipoteques subvencionades pel Govern Federal (VA, FHA, HOLC). Es va fer més fàcil per a les famílies comprar noves cases en els suburbis, però no per llogar apartaments a les ciutats.
En resposta a l'afluència de persones de raça negra del Sud, els bancs, les companyies d'assegurances i empreses van començar a negar o augmentar el cost dels serveis, així com bancaris, assegurances, accés a llocs de treball, accés a l'atenció de la salut, o fins i tot en els supermercats als residents de determinades àrees, sovint racialment determinades. La forma més devastadora de la línia vermella i l'ús més comú del terme, es refereixen a la discriminació de la hipoteca. Dades sobre el preu de l'habitatge i les actituds cap a la integració suggereixen que al segle xx, la segregació era un producte d'accions col·lectives adoptades pels no negres per excloure als negres dels barris suburbans.
Les disposicions "racials" del Manual d'Assegurament de la FHA, on entre 1.300 disposicions, incloïa les següents directrius que agreujaven el problema de la segregació:
| « | Les restriccions recomanades han de preveure: la prohibició de l'ocupació de propietats, excepte per la raça dels quals estan destinats ... Les escoles han de ser adequades a les necessitats de la nova comunitat i no han de ser assistides per inharmònics grups racials en un gran nombre. | » |
| — | |   |

Això significava que les minories ètniques podrien garantir préstecs hipotecaris només a certes àrees, la qual cosa va donar lloc a un gran augment a la segregació racial residencial i a la decadència urbana als Estats Units. La creació de noves carreteres en alguns casos van dividir i van aïllar als barris negres de béns i serveis, moltes vegades dins dels corredors industrials. Per exemple, el sistema d'autopistes interestatals de Birmingham, Alabama va intentar mantenir les fronteres racials que es van establir a la ciutat per la llei de zonificació racial de 1926. La construcció d'autopistes interestatals a través de barris negres a la ciutat va portar a una pèrdua significativa de la població als barris i s'associa amb l'augment de la segregació racial de barris. En 1990, les barreres legals per aplicar la segregació van ser substituïdes per un racisme descentralitzat, on els blancs van començar a pagar més que els negres per viure en zones predominantment blanques. Alguns científics socials suggereixen que els processos històrics de suburbanització i descentralització són instàncies de privilegis per als blancs que han contribuït a patrons contemporanis de racisme ambiental.
Malgrat l'ús comú als Estats Units del terme "gueto" per indicar a un pobre, culturalment o a una àrea urbana racialment homogènia, els que viuen a l'àrea sovint el van usar per significar alguna cosa positiva. Els guetos negres no sempre contenen ruïnes de cases i habitatges en deterioració, tampoc tots els seus residents són pobres. Per a molts afroamericans, el gueto va ser una "llar": un lloc que representa la negritud autèntica i un sentiment, passió, o derivada de passar per sobre de la lluita i el sofriment de ser negre a l'Amèrica del Nord. Langston Hughes ho transmet en el "Ghetto Negro" (1931) i "The Heart of Harlem" (1945): "Els edificis d'Harlem són de maó i pedra / i els carrers són llargs i àmplies, / Però Harlem és molt més que només això / Harlem és el que està dins." El dramaturg August Wilson va utilitzar el terme "gueto" en Ma Rainey's Black Bottom («Fons negre de Ma Rainey») (1984) i Fences («Tanques») (1987), que es basen en l'experiència de l'autor en el districte de Hill de Pittsburgh, un gueto de negres.
Recentment, la paraula "gueto" ha estat usada en l'argot com un adjectiu en lloc d'un substantiu. S'utilitza per indicar la relació d'un objecte al centre de la ciutat o a la cultura negra i també en termes més generals i un de vegades ofensius, per denotar alguna cosa que és mesquí o de baixa qualitat. Mentre que "gueto" com un adjectiu pot utilitzar-se despectivament, la comunitat afrodescendeent, particularment en l'escena hip-hop, ha pres la paraula per a si i ha començat a utilitzar-la en un sentit més positiu que transcendeix els seus orígens despectius.

## Israel
Durant la creació de l'Estat d'Israel i la guerra arabo-israeliana de 1948, les tropes israelianes van ser prenent i ocupant nombroses ciutats habitades principalment per àrabs palestins. Encara que la majoria d'aquests van ser expulsats o van fugir davant l'embranzida de l'exèrcit israelià en un procés conegut com la Nakba, aquells que van romandre en les seves llars van ser ressituats en guetos envoltats de filferro d'arç i custodiats per soldats. A Haifa, dels 70.000 habitants palestins que vivien a la ciutat abans de la guerra van quedar tan sols 3.500, que van ser reallotjats en dos barris: Wadi Nisnas per als cristians i Wadi Salib per als musulmans. L'ordre de creació d'aquests guetos, que mancaven de xarxa elèctrica i de subministrament d'aigua, va ser donada per David Ben Gurion. En la propera Jaffa, amb un nombre similar d'habitants palestins abans de la guerra, només 4.000 van romandre a la ciutat després del conflicte. Meir Laniado, el governador militar de la ciutat, va ordenar el reallotjament forçós dels palestins restants al barri d'Ajami, que va ser segellat amb tanques, filferro d'arç i vigilància militar. Solament es permetia la sortida dels seus habitants per treballar en unes granges properes i previ permís de l'amo de les granges. L'exèrcit israelià també va expulsar a la població de les ciutats de Ramle i Lod, amb més de 50.000 habitants palestins, de la qual solament van quedar unes 2000 persones perquè s'encarreguessin dels serveis bàsics, tals com la xarxa ferroviària o l'aigua corrent. Els pocs habitants palestins que van quedar en Lod van ser ressituats en un barri envoltat de filats, del que solament podien sortir amb un permís de l'autoritat militar. Altres localitats àrabs palestines com Majdal (Ascaló) o Acre també van veure com els pocs habitants palestins que van quedar després de la guerra arabo-israeliana i la Nakba van ser ressituats en uns barris determinats.

## Altres guetos
En l'estructura urbana actual, s'ha procedit a aplicar el terme als barris dispersos separats de la resta de la ciutat i poblats per qualsevol concentració poblacional d'origen ètnic, cultural o religiós, que viuen aquí especialment a causa de la pressió social, econòmica o jurídica.
Els barris xinesos es van originar com a enclavaments racialment segregats on la majoria dels immigrants xinesos es van establir a partir de la dècada de 1850. Els principals barris van sorgir a Boston i Lowell, Massachusetts; Detroit, Míchigan; Corpus Christi, Texas; Camden i Trenton, Nova Jersey; Chicago; Los Angeles, Sud de Los Angeles, Oakland, San Francisco i San Diego, Califòrnia; La ciutat de Nova York; Nova Orleans; Akron, Ohio; Cincinnati, Ohio; Filadèlfia, Pennsilvània; Portland, Oregon; Seattle; Vancouver; Toronto; Mont-real i altres grans ciutats. Avui, la majoria dels nord-americans xinesos ja no resideixen a les zones urbanes, però a partir de la dècada de 1970 la immigració asiàtica de la Xina, el Sud-est Asiàtic i les Filipines han repoblat molts barris xinesos. Moltes Petites Itàlies, barris xinesos (o barris coreans i japonesos) i altres barris ètnics s'han convertit en barris de classe mitjana en els últims temps, dominats pels propietaris de reeixits restaurants, tendes familiars i empresaris capaços de portar les seves pròpies empreses. Molts s'han convertit en llocs d'interès turístic per dret propi.
Als Estats Units, molts immigrants hispans de Mèxic, Centreamèrica, Sud-amèrica i el Carib es concentren en barris situats en ciutats amb grans poblacions d'hispans com el comtat d'Orange; Anaheim, Baldwin Park, Chino, Coachella, El Centro, El Monte, Fresno, Huron, Hemet, Indio, Los Angeles, Long Beach, Modesto, Monròvia, Moreno Valley, National City, Albuquerque, Nou Mèxic, Cincinnati, Compton, Inglewood, del sud de Los Angeles, Oakland, Ontario, Rialto, San Bernardino, San Diego, San Francisco, San José, Santa Ana i Temecula; El Paso, Alexandria, Virgínia, Dallas, Houston i San Antonio; al nord de Filadèlfia, PA i Phoenix, Tucson i Yuma (Arizona); Denver; Oklahoma City; La ciutat de Nova York; Brentwood; Chicago i Sterling, Illinois. Moltes d'aquestes ciutats van lluitar contra els problemes de la delinqüència, les drogues, les bandes juvenils i la desintegració de la família. No obstant això, els hispans de classe mitjana i universitaris es van traslladar fora dels barris a altres veïnats o als suburbis. Els barris van prosperar contínuament per la gran afluència d'immigració de Mèxic, això en gran part a causa de l'explosió de la població llatina al segle xx. La majoria dels residents en aquests barris urbans són immigrants arribats directament des d'Amèrica Llatina.